# Tobita Shinchi
Tobita Shinchi (jap. 飛田新地), znana również jako Tobita Yūkaku (jap. 飛田遊廓) – największa osakijska dzielnica czerwonych latarni nie tylko w Osace, ale także w zachodniej Japonii. Historia Tobita Shinchi sięga okresu Taishō. Aby obejść ustawę przeciw prostytucji, domy publiczne działają głównie pod przykrywką „ryōtei” (restauracji w japońskim stylu).

## Opis
Położona w okręgu Nishinari dzielnica czerwonych latarni składa się z alejek z jasno oświetlonymi budynkami. W pobliżu znajduje się najwyższy budynek w Japonii, Abeno Harukas, wieża Tsūtenkaku w dzielnicy rozrywkowej Shinsekai oraz świątynia Sumiyoshi Taisha.
Domy publiczne Tobita przypominają te amsterdamskie z kobietami w oknie, jednak istnieje pewna różnica, w Tobita zwykle młode kobiety często ubrane w kostiumy uczennic lub pielęgniarek znajdują się w genkan (przy wejściu) lub salonie (od strony ulicy), który jest całkowicie otwarty na ulicę, tam też klęczą, aby zaprosić klientów, co nie jest praktyką spotykaną w innych japońskich domach publicznych. Większość prostytutek to Japonki, choć zdarzają się też kobiety pochodzenia koreańskiego.
Wiele domów publicznych akceptuje wyłącznie Japończyków lub osoby mówiące płynnie po japońsku.
Stowarzyszenie Tobita zabrania fotografowania wewnątrz domów publicznych, a nawet dróg publicznych. Domy publiczne są oznaczone znakiem zakazu fotografowania, a klienci są informowani o tym przez kobietę w recepcji. Zdarzały się przypadki, że osoby, które ignorowały ostrzeżenia kobiet w recepcji i robiły zdjęcia, były zgłaszane na policję.
Aby obejść ustawę przeciw prostytucji, domy publiczne działają jako restauracje w stylu japońskim (ryōtei). Herbata i słodycze podawane są klientom w prywatnym pokoju. Późniejszy kontakt seksualny między „kelnerką” a klientem jest uważany za „prywatną relację” między dwojgiem ludzi, zgodnie z liberalną interpretacją prawa w Osace.

## Historia
16 stycznia 1912 roku spłonęła dzielnica czerwonych latarni Shinchi Otobe w dzielnicy Namba w Osace, w której mieszkało 2000 prostytutek i znajdowało się 100 domów publicznych. Ponieważ nie wydano pozwolenia na odbudowę dzielnicy w spalonym miejscu, poszukiwano alternatywnej lokalizacji w wiosce Tennōji (na nizinach na północny zachód od cmentarza Abeno), która w 1916 roku została wyznaczona jako dzielnica czerwonych latarni.
Uroczystość otwarcia odbyła się w grudniu 1918 roku, w tym czasie istniało tam 58 domów publicznych, a we wczesnym okresie Shōwa było ich ponad 200. Większość dzielnicy czerwonych latarni w Osace została zniszczona podczas wojny, ale część Tobity przetrwała zniszczenia. Obszar, który przetrwał naloty na Osakę podczas II wojny światowej nadal prosperował do 1 kwietnia 1958 roku, kiedy to weszła w życie ustawa przeciw prostytucji. Jednak obszar ten został zamknięty na jedną noc, a domy publiczne zostały ponownie otwarte następnego dnia jako „restauracje”.

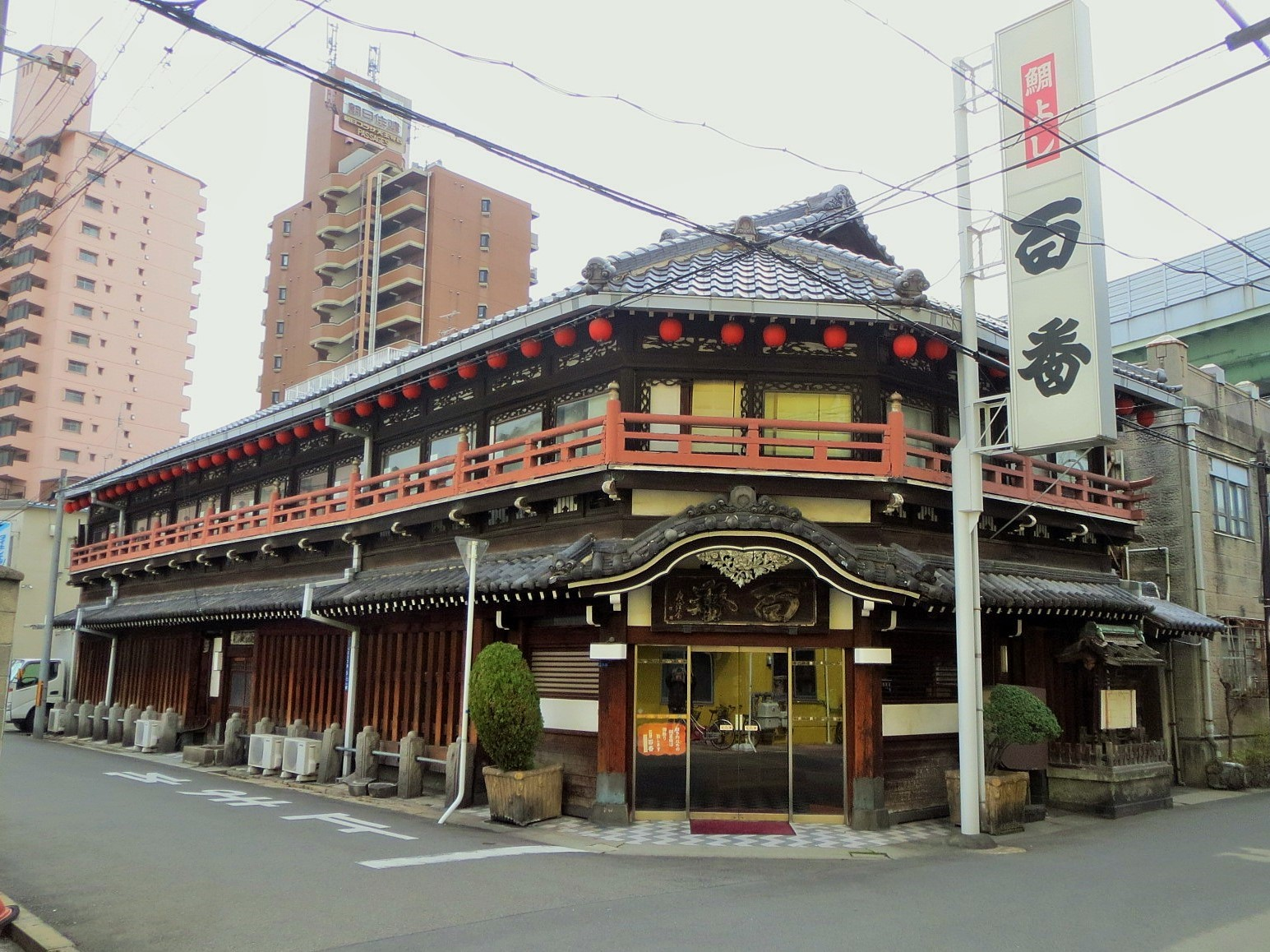
Budynek Taiyoshi Hyakuban

Jeden z najstarszych budynków w okolicy, Taiyoshi Hyakuban, został uznany za „dobro kulturowe” w 2000 roku. Zbudowany w 1918 roku jako 21-pokojowy dom publiczny, został przekształcony w 1970 roku w restaurację, aczkolwiek pokoje tematyczne domu publicznego pozostały nienaruszone.
W 2017 roku obszar ten był popularny wśród turystów z Chin, Tajwanu i Korei.
W maju 2019 roku poinformowano, że wszystkie lokale należące do Stowarzyszenia Tobita zostaną zamknięte w dniach 28 i 29 czerwca 2019 r. w związku ze szczytem G20 2019 w Osace. W 2020 roku Tobita została mocno dotknięta pandemią koronawirusa w kwietniu tego roku, kiedy to ogłoszono stan wyjątkowy i zamknięto wszystkie obiekty znajdujące się w dzielnicy. Ponadto wszystkie obiekty zostały zamknięte 27 września 2022 roku w związku z państwowym pogrzebem byłego premiera Japonii Shinzō Abego.